# Gucumatz
Gucumatz (mayaspråk: gucumatz, ”quetzalorm”) var en gud hos mayafolket, möjligen identisk med Quetzalcoatl och Kukulcan.
Gucumatz deltog i alltings skapelse men hörde av allt att döma inte till de omnipotentas krets. Han misslyckades vid ett par tillfällen att skapa livskraftiga och dugliga varelser, varpå flera släkten gick under i översvämningar eller förvandlades till apor. Till slut skapade han och hans efterträdare Tepeu människan av majs och lyckades få till en varelse god nog att hylla gudarna och bringa dem gåvor.
Härav mayafolkets inställning än i dag till majsen som en helig gröda.